# 24844 Hwanginjoon
24844 Hwanginjoon este o planetă minoră (asteroid), cu un diametru de 5,202 km, din centura de asteroizi. A fost descoperită pe 15 noiembrie 1995 la Kitami Observatory⁠(d) de Kin Endate. 
Obiectul prezintă o orbită caracterizată de o semiaxă mare de 2,2757995 UAi, o excentricitate de 0,2, o înclinație de 6,80679 ° în raport cu ecliptica.